# 1. division 1949-1950
La 1. Division 1949-1950 è stata la 37ª edizione della massima serie del campionato danese di calcio conclusa con la vittoria del KB, al suo undicesimo titolo e terzo consecutivo.
Capocannoniere del torneo fu James Rønvang dell'AB con 15 reti.

## Classifica finale
|    | Classifica         | G  | V  | N | P  | GF | GS | DR  | Pti |
| -- | ------------------ | -- | -- | - | -- | -- | -- | --- | --- |
| 1  | KB                 | 18 | 12 | 4 | 2  | 36 | 11 | +25 | 28  |
| 2  | AB                 | 18 | 12 | 3 | 3  | 48 | 18 | +30 | 27  |
| 3  | AGF                | 18 | 12 | 2 | 4  | 44 | 24 | +20 | 26  |
| 4  | Køge BK            | 18 | 9  | 3 | 6  | 34 | 29 | +5  | 21  |
| 5  | B 1903             | 18 | 6  | 3 | 9  | 20 | 27 | -7  | 15  |
| 6  | BK Frem            | 18 | 4  | 7 | 7  | 21 | 29 | -8  | 15  |
| 7  | Odense             | 18 | 6  | 2 | 10 | 33 | 42 | -9  | 14  |
| 8  | B 93               | 18 | 5  | 4 | 9  | 25 | 41 | -16 | 14  |
| 9  | Esbjerg (*)        | 18 | 5  | 2 | 11 | 23 | 37 | -14 | 12  |
| 10 | Østerbros Boldklub | 18 | 2  | 4 | 12 | 16 | 42 | -26 | 8   |

(*) Squadra neopromossa

## Verdetti
- KB Campione di Danimarca 1949-50.
- Østerbros Boldklub retrocesso.